# Golden Star de Fort-de-France
Golden Star de Fort-de-France je fotbalový klub z Fort-de-France, hlavního města francouzského zámořského departementu Martinik. Byl založen v roce 1905 studenty Schoelcherova lycea, klubové barvy jsou modrá a žlutá, domácím stadiónem je Stade Serge Rouch. Je účastníkem nejvyšší soutěže Championnat de la Martinique de football, největšími úspěchy byly druhé kolo Ligy mistrů CONCACAF v roce 1985 a postup mezi 64 nejlepších týmů Francouzského fotbalového poháru sezóny 1974/75. Mezi odchovance klubu patří Frédéric Piquionne. Golden Star má kromě fotbalového oddílu také basketbalový, házenkářský nebo atletický.  

## Úspěchy

### Mistr Martiniku
- 1927, 1928, 1929, 1936, 1937, 1939, 1948, 1952, 1953, 1954, 1956, 1958, 1959, 1962, 1976, 1986

### Vítěz martinického poháru
- 1953, 1957, 1958, 1963, 1970

### Vítěz Antilské ligy
- 1956, 1958, 1959